# Keith Richards
Keith Richards (IPA: [ˈkiθ ˈɹɪtʃəɹdz]; Dartford, 18 dicembre 1943) è un chitarrista, cantautore e attore britannico, membro fondatore dei Rolling Stones.
Nel 2003, la rivista musicale Rolling Stone lo classificò al decimo posto nella lista dei migliori chitarristi di sempre, nella lista aggiornata del 2011 salì al quarto posto.

## Biografia

### Infanzia e adolescenza
Keith Richards è l'unico figlio di Bertrand Richards (1915-2002) e Doris Dupree Richards (1915-2007). Nacque al Livingston Hospital di Dartford, nel Kent. Suo padre era un operaio ferito nella seconda guerra mondiale durante l'invasione della Normandia. I nonni paterni di Richards, Ernie ed Eliza Richards, erano socialisti e leader civici, Eliza divenne anche sindaca del distretto municipale di Walthamstow nell'Essex nel 1941. La famiglia del suo bisnonno ebbe origine in Galles.
Suo nonno materno, Augustus Theodore "Gus" Dupree, che andò in tournée in Gran Bretagna con una grande band jazz, Gus Dupree e His Boys, favorì il suo interesse per la chitarra. Keith ha detto che è stato Dupree a dargli la sua prima chitarra. Suo nonno lo "prese in giro" con una chitarra che era su uno scaffale che non riusciva a raggiungere in quel momento. Alla fine, Dupree gli disse che se Richards avesse raggiunto la chitarra, avrebbe potuto averla. Egli ha quindi escogitato tutti i modi per raggiungerla, incluso mettere libri e cuscini su una sedia, fino a quando finalmente ha ottenuto lo strumento, dopo di che suo nonno gli ha insegnato i rudimenti della sua prima melodia, "Malagueña", lasciandogli tenere la chitarra, che ha definito " il premio del secolo ". Richards suonava a casa, ascoltando le registrazioni di Billie Holiday, Louis Armstrong, Duke Ellington ed altri. Suo padre, d'altra parte, denigrò l'entusiasmo musicale di suo figlio. Uno dei suoi primi eroi della chitarra fu il chitarrista di Elvis Scotty Moore.
Frequentò la scuola elementare di Wentworth con Mick Jagger e fu suo vicino fino al 1954 quando la sua famiglia si trasferì. Dal 1955 al 1959, Richards frequentò la Dartford Technical High School for Boys. Reclutato dal maestro di cappella di Dartford Tech, RW "Jake" Clare, ha cantato in un trio di ragazzi soprani presso, tra le altre occasioni, l'Abbazia di Westminster per la regina Elisabetta II. Nel 1959 fu espulso dalla Dartford Tech per assenze e trasferito al Sidcup Art College, dove incontrò Dick Taylor. A Sidcup, deviò i suoi studi e dedicò più tempo a suonare la chitarra con altri studenti nella stanza dei ragazzi. A questo punto, Keith aveva imparato la maggior parte degli assoli di Chuck Berry.
Incontrò Jagger su un treno mentre questi stava andando a lezione alla London School of Economics. Gli album ritmici e blues per corrispondenza di Chess Records di Chuck Berry e Muddy Waters che Jagger si portava dietro rivelarono un interesse reciproco e portarono a un rinnovamento della loro amicizia. Insieme all'amico in comune Dick Taylor, Jagger cantava in una band amatoriale, Little Boy Blue and the Blue Boys, a cui Richards si unì presto. The Blue Boys si sono sciolti quando Brian Jones, dopo aver condiviso le idee sul loro comune interesse per la musica blues, ha invitato Mick e Keith al pub Bricklayers Arms, dove hanno poi incontrato Ian Stewart.
A metà del 1962, Keith lasciò il Sidcup Art College per dedicarsi alla musica e si trasferì in un appartamento di Londra con Mick Jagger e Brian Jones. I suoi genitori divorziarono all'incirca nello stesso periodo, il che lo fece rimanere vicino a sua madre e rimanere estraneo a suo padre fino al 1982. Dopo che i Rolling Stones firmarono un contratto con la Decca Records nel 1963, il manager della band, Andrew Loog Oldham, lasciò cadere la "s" dal cognome di Richards, credendo che "Keith Richard", nelle sue parole, "apparisse più pop". Alla fine degli anni '70 egli ristabilì la "s" nel suo cognome.

### I Rolling Stones

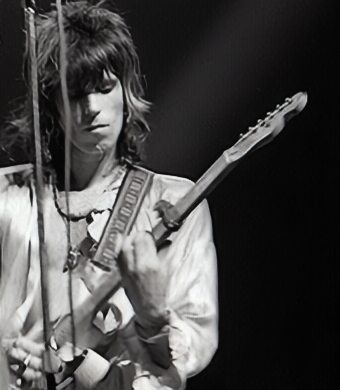
Keith Richards 1973

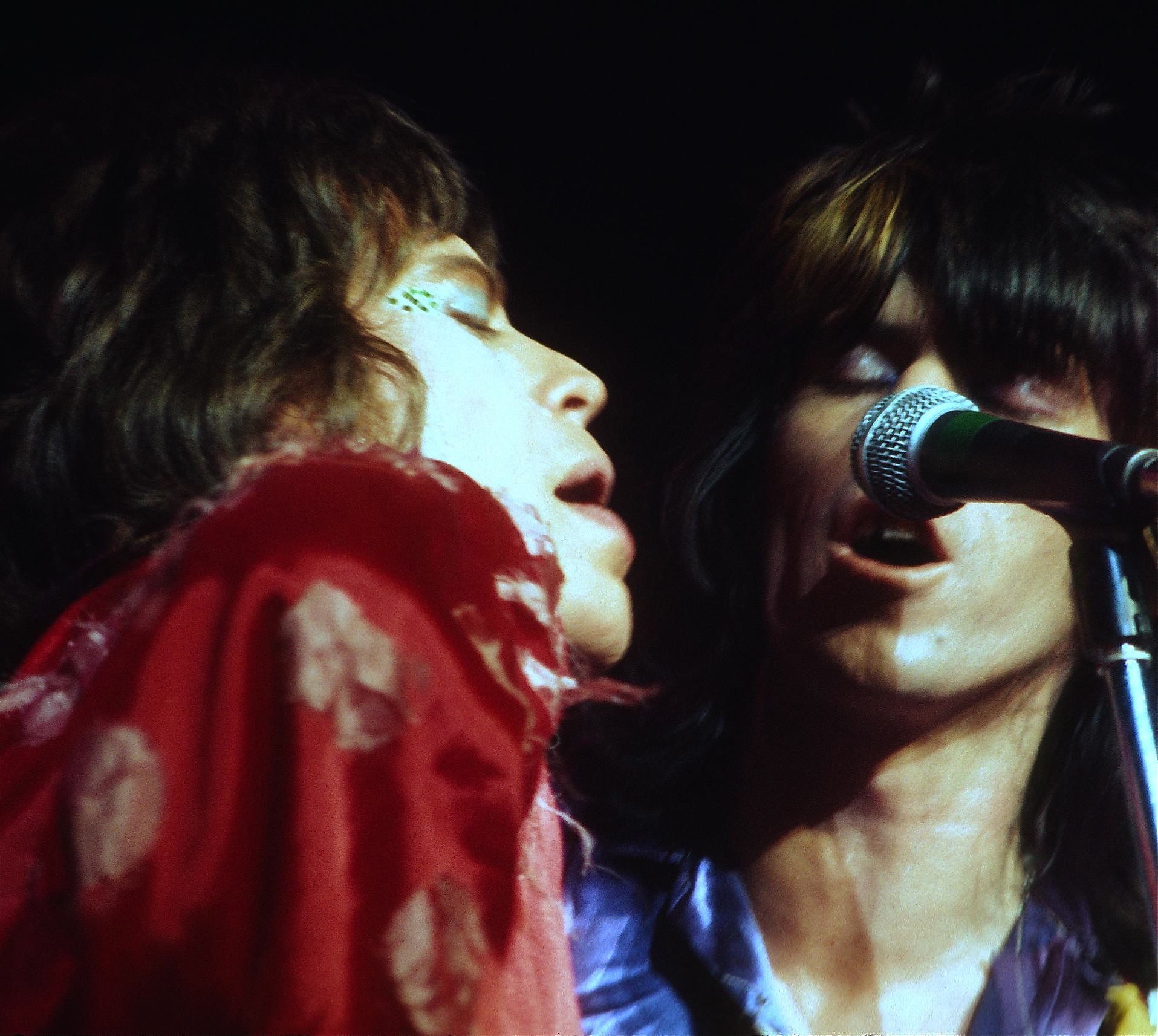
Keith Richards e Mick Jagger nel 1972 a San Francisco

È noto al grande pubblico soprattutto in qualità di membro dei The Rolling Stones, il gruppo da lui fondato assieme al cantante Mick Jagger e Brian Jones nel 1962. Prima ancora i tre fondarono i Little Boy Blue and The Blue Boys, primo abbozzo della futura matrice Rhythm and Blues che prenderà vita negli Stones. Appassionato di bluesmen come Jimmy Reed, Muddy Waters, Bo Diddley e Slim Harpo, Keith già a 16 anni conosceva i riff di Chuck Berry (suo vero idolo) alla perfezione. Grazie a Brian Jones, viene a conoscenza di Robert Johnson, il cui stile lo influenzò enormemente nell'approccio al Blues. Sul finire degli anni sessanta stringe una profonda amicizia con Gram Parsons, che gli trasmette l'amore per il country e le ballate. 
Nel 1973, in occasione delle registrazioni di Goats Head Soup, Keith Richards arriva per la prima volta in Giamaica a contatto col reggae: l'amore per questa musica è travolgente al punto che anche la musica dei Rolling Stones non sarà più la stessa. Con l'arrivo di Ronnie Wood, come sostituto di Mick Taylor e membro stabile della band inglese, Keith trova un ottimo amico, cui accompagnarsi in grandi performance chitarristiche e sbornie colossali. Keith Richards ha collaborato, inoltre, con artisti come John Lee Hooker, Tom Waits, Billy Preston, Peter Tosh, B.B. King, Sheryl Crow, Ziggy Marley, John Phillips, Aretha Franklin: dal 1987 al 1990 ha lavorato anche in Italia, dove ha suonato l'assolo di chitarra elettrica nella sigla di Italia 1 Sport, che a quell'epoca era un notiziario sportivo di Italia 1, con la conduzione di Franco Ligas. 
Il 27 aprile 2006 venne ricoverato nell'ospedale di Auckland, Nuova Zelanda, dove il chitarrista si trovava per una vacanza, a causa di una commozione cerebrale (procuratasi cercando di arrampicarsi su una palma da cocco). È stato dimesso l'11 maggio, dopo un intervento chirurgico al cervello. Il 26 ottobre 2010 è uscita la sua autobiografia, Life. Il 18 settembre 2015 è uscito il suo quarto album solista Crosseyed Heart.

## Stile di vita

### Uso di droghe
Dotato di una personalità forte e trascinante, ha condotto una vita frenetica, caratterizzata da eccessi con droghe, alcol, sesso, sigarette e da tour continui. Per il suo stile di vita sregolato e per il suo talento come chitarrista Keith Richards è la perfetta personificazione del Rock and roll. Non ha mai fatto mistero di essere stato un assiduo consumatore di droghe di ogni tipo almeno fino al 2006, quando ha dichiarato di aver smesso di farne uso, per l'ormai bassa qualità delle sostanze.
Famosa è la sua frase in cui dice: "Io non ho mai avuto problemi con la droga. Ho avuto problemi con la polizia".

### Vita privata e relazioni personali

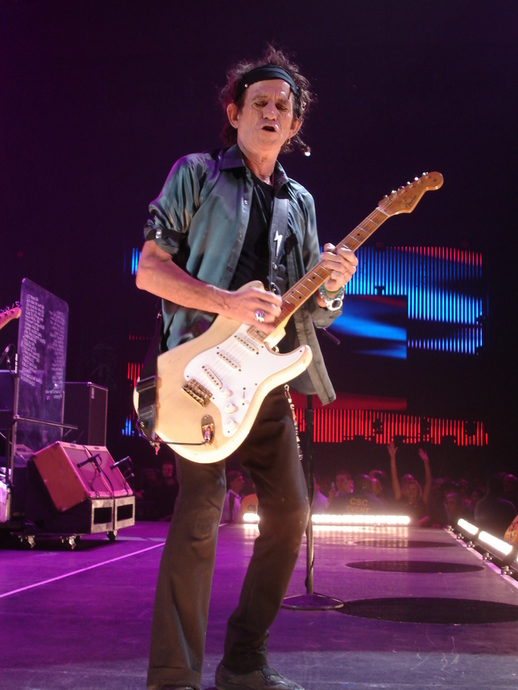
Keith Richards in concerto nel 2006

Dal 1964 al 1966, Keith ha vissuto una relazione complicata con la modella Linda Keith, figlia di Alan Keith. I due vissero per un periodo nella casa di Keith a Carlton Hill, fino a quando si lasciarono, a causa dei problemi con la droga di Linda. Keith, che al tempo non assumeva stupefacenti particolarmente pesanti, avvisò i genitori di lei della situazione e questa fu la goccia che fece traboccare il vaso.
Nel 1967, poco dopo la rottura con Linda, Keith intraprende una relazione con l'attrice e modella italo-tedesca Anita Pallenberg, allora fidanzata dell'amico e compagno di gruppo Brian Jones; Keith e Anita fuggirono insieme durante un viaggio in Marocco con gli altri membri del gruppo e convissero fino al 1978. Durante la loro relazione ebbero tre figli: Marlon (nato il 10 agosto 1969), Angela (il cui nome originale era Dandelion; nata il 17 aprile 1972) e Tara (nato il 26 marzo 1976); quest'ultimo morì per un problema respiratorio, il 6 giugno dello stesso anno. Keith e Anita si lasciano alla fine degli anni 1970, perché, a detta di entrambi, erano «molto innamorati, ma nocivi l'uno per l'altra»: infatti avevano avuto innumerevoli problemi con la droga.
Keith nel 1979 conosce l'attuale moglie, la modella Patti Hansen, con cui si fidanza nello stesso periodo. Il 18 dicembre 1983, giorno del quarantesimo compleanno di Keith, i due si sposano. La coppia ha due figlie: Theodora Dupree (nata il 18 marzo 1985) e Alexandra Nicole (nata il 28 luglio 1986). Entrambe sono famose modelle.

## Altre attività

### Cinema
Nel 2007 Keith Richards ha interpretato il ruolo del capitano Edward Teague, padre di Jack Sparrow (quest'ultimo interpretato dall'attore statunitense Johnny Depp) nel film Pirati dei Caraibi - Ai confini del mondo, ruolo che ha poi ripreso anche nel quarto capitolo, Pirati dei Caraibi - Oltre i confini del mare (2011): lo stesso Depp ha affermato di essersi ispirato al chitarrista per interpretare il ruolo del capitano Sparrow, oltre a non avere mai nascosto la sua passione primigenia per la musica e la sua amicizia proprio con Richards.

### Progetti di solidarietà
Partecipa con chitarra e voce al video "Get Up Stand Up" della fondazione "Playing for Change" per la raccolta di fondi da destinare a progetti di educazione tramite la musica nei paesi del terzo mondo.

## Stile ed equipaggiamento musicale
Richards si è reso famoso, in ambito musicale, per l'utilizzo, in fase di accompagnamento, al fine di creare un suono più fluido, della cosiddetta accordatura in Sol aperto (o Open G Tuning), una particolare accordatura aperta, a cinque corde, ottenuta rimuovendo la sesta corda (Mi basso), e abbassando di un tono la quinta (da La a Sol) e la prima (da Mi a Re). Il suo stile chitarristico è di derivazione blues, genere di cui è da sempre un appassionato. Keith Richards riveste sin dagli inizi un ruolo fondamentale nei Rolling Stones: contribuisce alla costruzione del ritmo, improvvisa e tipicizza il suono attribuendogli il carattere "ruvido e sporco" che da sempre contraddistingue gli Stones. Inoltre è lui che, insieme a Mick Jagger, dal 1964 scrive le canzoni del gruppo.

### Chitarre
- Harmony Meteor - Prima chitarra di Keith Richards, utilizzata fino al 1964.
- 1959 Gibson Les Paul Standard - Acquistò lo strumento nel 1964, e rimase una delle chitarre principali fino al 1966.
- 1961 Epiphone Casino - Richards utilizzò questo strumento nel maggio del 1964; venne usata frequentemente fino al 1966.
- 1969 Ampeg Dan Amstrong - In plexiglas trasparente, Keith la usava tra il 1969 e il 1970 e successivamente nel 2007.
- 1957 Gibson Les Paul Custom - Acquistata nel 1966, ridipinta nel 1968 con colori psichedelici; è stata la chitarra principale fino al tour europeo del 1970.
- 1969 Gibson SG - Utilizzata nel 1969 nel film Gimme Shelter, e nella versione live di Jumpin Jack Flash (1969).
- Gibson ES-335 - Suonata durante il tour del 1969 dei Rolling Stones, e negli album  Sticky Fingers e Exile on Main St..
- Gibson Les Paul Junior - Ha usato regolarmente diverse versioni single-cut e double-cut di questa chitarra dal 1973.
- 1953 Fender Telecaster - Acquistata nel 1971, soprannominata "Micawber"; accordata con l'accordatura in sol.
- 1954 Fender Telecaster - Soprannominata "Malcolm"; accordata con l'accordatura in sol.
- 1967 Fender Telecaster
- 1958 Fender Telecaster - Acquistata nel 1982.
- 1975 Fender Telecaster Custom - Chitarra usata dal tour americano del 1975, fino al 1986.
- 1959 Fender Stratocaster "Mary Kaye" - Regalata da Ronnie Wood dopo il tour del 1982 e utilizzata nei concerti per Miss You.
- Gibson L6-S
- Zemaitis Five-String
- Newman-Jones custom guitars
- 1954 Martin - Chitarra acustica
- 2006 Guild Custom - Chitarra acustica 10 corde

## Voce solista in brani dei Rolling Stones
Di seguito è riportato un elenco delle tracce pubblicate ufficialmente dai Rolling Stones in cui Keith Richards canta la voce solista:
- Something Happened to Me Yesterday (cantato alternato con Mick Jagger), Connection (cantato insieme a Jagger) – Between the Buttons (1967)
- Salt of the Earth (primo verso) – Beggars Banquet (1968)
- You Got the Silver – Let It Bleed (1969)
- Happy – Exile on Main St. (1972)
- Coming Down Again – Goats Head Soup (1973)
- Memory Motel (cantato alternato con Mick Jagger) – Black and Blue (1976)
- Happy (live) – Love You Live (1977)
- Before They Make Me Run – Some Girls (1978)
- All About You – Emotional Rescue (1980)
- Little T&A – Tattoo You (1981)
- Wanna Hold You – Undercover (1983)
- Too Rude, Sleep Tonight – Dirty Work (1986)
- Can't Be Seen, Slipping Away – Steel Wheels (1989)
- Can't Be Seen (live) – Flashpoint (1991)
- The Worst, Thru and Thru – Voodoo Lounge (1994)
- Slipping Away (prova acustica in studio) – Stripped (1995)
- You Don't Have to Mean It, Thief in the Night, How Can I Stop – Bridges to Babylon (1997)
- Thief in the Night (live) – No Security (1999)
- Losing My Touch – Forty Licks (2002)
- Happy (live), The Nearness of You] (live), You Don't Have to Mean It (live) – Live Licks (2004)
- This Place Is Empty, Infamy – A Bigger Bang (2005)
- Hurricane – CD single (gratis ai concerti dei Rolling Stones nel 2005, con donazione al fondo per l'uragano Katrina)
- Thru and Thru (live) – Rarities 1971-2003 (2005)
- You Got the Silver (live), Connection (live), Little T&A (live) – Shine a Light (2008)
- We Had it All – Some Girls (2011 Reissue) (2011)

### Con i Rolling Stones

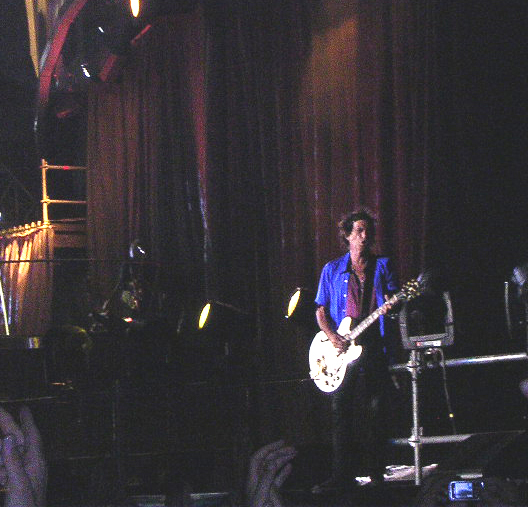
Keith Richards al Palais Nikaia, Nice (Bigger Bang Tour 2006)

## Discografia

### Da solista
Album in studio
- 1988 - Talk Is Cheap
- 1992 - Main Offender
- 2015 - Crosseyed Heart

Raccolte
- 2010 - Vintage Vinos

Live
- 1991 - Live at the Hollywood Palladium

## Filmografia
- One Plus One, regia di Jean-Luc Godard (1968)
- Umano, non umano, regia di Mario Schifano (1969)
- Gimme Shelter, regia di Albert Maysles, Charlotte Zwerin, David Maysles (1970)
- Ladies And Gentlemen: The Rolling Stones, regia di Rollin Binzer (1974)
- Hail! Hail! Rock N' Roll, regia di Taylor Hackford (1987)
- Diario del saccheggio, regia di Fernando Ezequiel Solanas (2004)
- Pirati dei Caraibi - Ai confini del mondo (Pirates of the Caribbean: At World's End), regia di Gore Verbinski (2007)
- Pirati dei Caraibi - Oltre i confini del mare (Pirates of the Caribbean: On Stranger Tides), regia di Rob Marshall (2011)
- The Rolling Stones Olè, Olè, Olè!: A Trip Across Latin America, regia di Paul Dudgale (2016)

## Doppiatori italiani
- Edoardo Siravo in Pirati dei Caraibi - Ai confini del mondo, Pirati dei Caraibi - Oltre i confini del mondo